# Классификация ароматов в парфюмерии
Классификация ароматов в парфюмерии — группы, на которые делится вся парфюмерия по запаху.
Но все составленные группы ароматов довольно условные, так как у парфюмеров намного больше идей по созданию композиций и их невозможно все описать словами.

## История
Классифицировать ароматы пытались с давних времён.
В 1756 году естествоиспытатель Карл Линней в работе «Odores medicamentorum» поделил ароматы на 7 групп: амброво-мускусный, пряный, благовонный, козлиный, чесночный, зловонный отталкивающий.
В это же время врач Альбрехт фон Галлер предложил более простую классификацию: приятные, неприятные и «промежуточные» ароматы.
На рубеже XIX—XX веков многие учёные пытались предложить свои классификации ароматов. Эжен Рим-мель предложил классификацию из 18 основных ароматов. Септимус Пиес в 1887 году предложил свою идею для комбинирования ароматов.
В 1916 году Ханс Хеннинг предложил разделить запахи не в двухмерной, а в трёхмерной перспективе, где базовый аромат (смолистый, вонючий, цветочный, фруктовый, травяной, горелый) окутывался другими запахами.
В 1926 году американец Уильям Паучер опубликовал книгу «Духи, косметика и мыла», в которой попытался предложить свою классификацию ароматов.
В 1936 году французский аптекарь Рене Сербело разделил все запахи на 75 классов, но их не возможно было применять на практике.
Наиболее удобной была система классификации Анри Робера, который создал ароматы № 19 и «Cristalle» от Chanel. Она состояла из 18 категорий: фруктовые запахи, линалооловые (розовое дерево, лаванда, кориандр, бергамот), запах флёрдоранжа и жонкили, жасминовые, растительные, пряные, медовые, розовые, ирис, фиалка, резеда, перечные, древесные ароматы, мох, табак, ваниль, растительно-амбровые, мускусные ароматы.
В 1960 году американский учёный Дж. Амур в рамках своих трудов решил вернуться к семичастной классификации ароматов: мускусные, цветочные, мятные, едкие, вонючие, эфирные, камфарные.
В 1984 году комитет, который состоял из известных французских парфюмеров, предложил первую версию классификации запахов для женских ароматов: фужерные (папоротниковые), кожаные, шипровые, амбровые и цветочные. Последние три делились на подкатегории.
Вторая версия классификации появилась в 1990 году, в которой присутствовали уже мужские ароматы.
В 1998 году была предложена третья версия, в которой содержится 7 категорий ароматов, делящихся на 45 подкатегорий. В неё был включён новый тип ароматов — «морские».
На сегодняшний день предложенная классификация устарела.

## Группы ароматов в парфюмерии
Все ароматы в парфюмерии можно разделить на группы:
- Древесные — парфюм этой категории имеет самую разнообразную композицию, так как ноты дерева могут звучать по-разному: сладко, дымно, с земляным оттенком, сливочно, тепло. Основные ноты: сандал, кедр, пачули, ветивер, гуяйк
- Восточные — это сложные композиции, в которых слышатся ноты дыма, пряностей, благовоний, смол. Восточный парфюм лучше всего подходит для зимы, вечера, торжественных мероприятий. Основные ноты: ладан, табак, амбра, ваниль, пряности, кофе, чёрный чай, роза
- Фруктовые — такой парфюм всегда имеет сладкие, вкусные оттенки. Основные ноты: инжир, груша, персик, личи, слива, ежевика, яблоко, ревень, ананас, смородина
- Цветочные — самая популярная группа ароматов. Цветочные ноты настолько разнообразны, что их добавляют, практические, в любой женский и мужской парфюм. Основные ноты: роза, сирень, жасмин, нарцисс, ландыш, пион, фиалка, ирис, гардения
- Фужерные — семейство фужерные названо в честь французского слова «fougere», что в переводе означает «папоротник». Сам папоротник не используется в парфюмерии, так как не обладает выраженным ароматом. Фужерные духи получили своё название благодаря особой растительной нотке с пряным акцентом. Основные ноты: дубовый мох, бергамот, кумарин, лаванда, розмарин, бобы тонка
- Зелёные — это лёгкая группа ароматов, которые могут быть как свежими, так горькими или терпкими, в зависимости от травы. Основные ноты: лаванда, тархун, полынь, шалфей, шисо, базилик
- Цитрусовые — это большая самостоятельная группа ароматов. Основные ноты: лимон, бергамот, апельсин, грейпфрут, лайм, мандарин, вербена, юзу
- Шипровые — основой всех шипровых ароматов служит дубовый мох, лимон и бергамот, остальные ингредиенты могут лишь дополнять. Основные ноты: мох, бергамот, лимон, нероли, ветивер, пачули, кожа, ладан
- Морские — эту группу ещё называют акватической. Она больше всего подходит для лета и весны. Основные ноты: лаванда, цитрусы, мята, зелень
- Гурманские — они всегда съедобные, вкусные и сладкие и часто звучат как груша в меду или зефир. Но бывают с восточно-фужерными нотами из-за мускуса, папоротника, гвоздики. Основные ноты: сливки, карамель, кокос, какао, шоколад, миндаль, печенье, пралине